# Baliemvallei
De Baliemvallei (Indonesisch: Lembah Baliem), Balimvallei of Grote Vallei (van de Baliem) is een hooggelegen vallei in het centrale berggebied van de Indonesische provincie Papoea, een onderdeel van het voormalige Nederlands-Nieuw-Guinea. De vallei heeft inmiddels bijna 120.000 inwoners. De enige grote plaats in de vallei is Wamena. De vallei wordt doorstroomd door de bovenloop van de (Noordelijke) Baliem.

## Ontdekking
De vallei is op 23 juni 1938 ontdekt door de onderzoeker Richard Archbold, die bij een verkenningsvlucht voor de derde Archbold-expeditie over de vallei heen vloog met zijn watervliegtuig, de Guba. Hij zag daar uit de lucht een goed ontwikkeld landbouwgebied met akkers en kleine dorpjes. Tijdens de daaropvolgende expeditie verliep het eerste contact met de bevolking  hartelijk, hoewel er tijdens een schermutseling twee Dani werden doodgeschoten.
De Dani waren al eerder in contact gekomen met blanken, onder andere tijdens de Lorentz-expeditie in 1909 en 1910 en tijdens de Kremer-expeditie in 1921-1922. De Baliemvallei werd echter tijdens beide expedities gemist en bleef tot 1938 onontdekt.

## Vestiging van blanken
De vestiging van blanken in de Baliemvallei bleef uit tot na de Tweede Wereldoorlog. Tijdens de oorlog werd door de geallieerden wel onderzocht of het mogelijk was er een vliegstrip in te richten. Dit plan is echter nooit uitgevoerd. Wel vloog in die tijd een Amerikaans legertoestel tegen een bergwand te pletter, waarbij 21 inzittenden om het leven kwamen. Drie inzittenden overleefden de crash en werden met veel moeite en de inzet van Filipijnse parachutisten gered.
Het verhaal over deze spectaculaire reddingsoperatie is beschreven door een van de overlevenden, korporaal Margaret Hastings, in een artikel in de november 1945-uitgave van het Amerikaanse tijdschrift The Reader's Digest onder de kop "A WAC in Shangri-La". Pas eind 1958 werden de stoffelijke resten van de 21 omgekomen Amerikaanse militairen geborgen in moeizame zoek- en trektochten naar het bergmassief op initiatief en met medewerking van de lijk- en gravendienst van het Amerikaanse leger onder leiding van het Nederlandse bestuur. Een verslag hiervan werd in de De Spiegel (Christelijk Nationaal Weekblad, nummer 9 van 19 november 1958) gepubliceerd door Claude Belloni. Hij vergezelde de bestuursambtenaren Rolph Gonsalves en Piet Bongers.
Op 20 april 1954 vestigden Amerikaanse zendelingen van de Christian and Missionary Association (CMA) onder leiding van de zendeling Lloyd Van Stone zich in de vallei. Ze richtten een zendingspost in bij het plaatsje Hetegima, en werkten zeven maanden aan de aanleg van een vliegstrip.
Het Nederlandse bestuur vestigde zich in 1958 in de vallei op een stuk braakliggende grond tussen enkele clangebieden. De bestuurspost kreeg de naam Wamena, en groeide uit tot het centrum van de vallei. Vanuit Wamena werd later een netwerk van wegen aangelegd en het Indonesische bestuur uitgeoefend.
In 1989 verordoneerde de Indonesische overheid in het kader van een 'Indonesisering'-programma dat alle missionarissen uit de vallei moesten vertrekken. De meesten vertrokken daarop waardoor een groot deel van het vliegnetwerk naar de afgelegen dorpen (dat zij onderhielden) uitviel, alsook een groot deel van het onderwijs en sociaal-culturele programma's onder de Dani. Volgens lokale waarnemers zou de hongersnood die halverwege de jaren negentig heerste onder de Dani tot minder doden hebben geleid wanneer de missionarissen er toen nog waren geweest om de bevolking te helpen.
Een van de invloeden van de islamitische overheid is tegenwoordig dat er geen alcohol mag worden verkocht in de vallei.

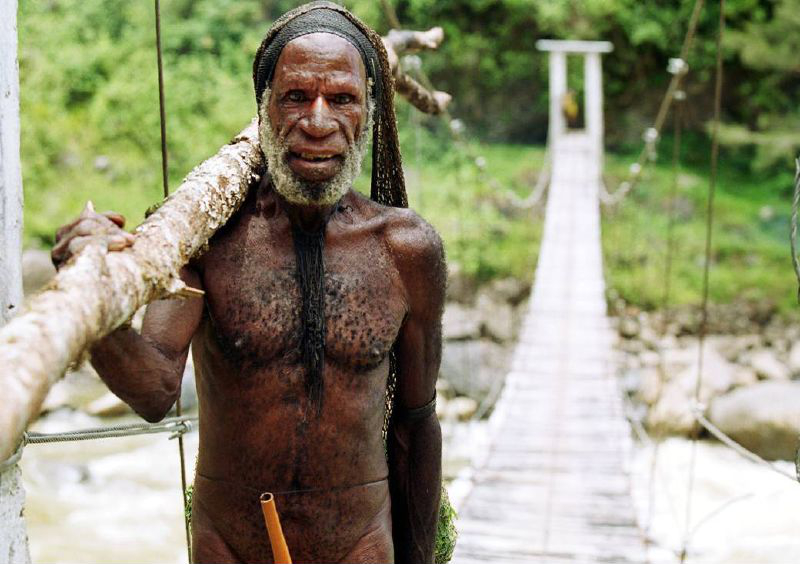
Yali-man in de buurt van het dorp Pasena (ten zuiden van de vallei)

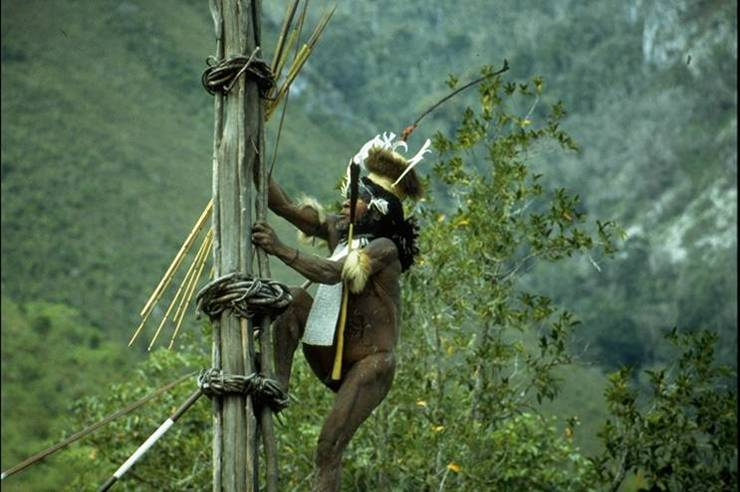
Krijgshoofd van het dorp Kurulu (ten noorden van Wamena)

## Volken
De oorspronkelijke bevolking bestaat uit Dani, een bekend Papoeavolk. De Dani staan bekend om hun oorlogszuchtige instelling. Tijdens de ontdekking van de vallei viel het op dat overal hoge, slanke torens waren gebouwd. Deze fungeerden als uitkijkpost om de dorpelingen te kunnen waarschuwen voor de nadering van vijandige clans. Deze torens zijn, nadat het gebied onder Nederlands bestuur werd gebracht en oorlog voeren verboden werd, geleidelijk afgebroken. De Dani uit de Baliemvallei zijn verwant aan de volken in de bergen ten westen van de vallei, die wel Westelijke Dani of Lani worden genoemd. Hun gebied is dichterbevolkt dan dat van de Dani. Een derde volk zijn de Yali, die in het zuidoosten in dunbevolkte gebieden hoog op de berghellingen van het Jayawijayagebergte leven.
Onder Indonesisch bestuur kwam het in de jaren zeventig tot spanningen met de Dani, die werden gezien als een onderontwikkeld volk. Begin jaren zeventig poogde de Indonesische overheid met 'Operatie Koteka' de Dani aan te zetten tot het verwisselen van hun peniskokers (holim) voor westerse kleren en om in moderne vierkante huizen te gaan wonen. Veel Indonesische militairen, die het beleid tot uitvoering moesten brengen, beschouwden de Dani echter als 'wilden' (weinig meer dan dieren, een houding die nog steeds bij veel westelijke Indonesiërs leeft) en behandelden hen zeer ruw. Tegenwerkende Dani werden soms zelfs gedood. In 1977 brak er een opstand uit onder de Dani onder leiding van de Organisasi Papua Merdeka, waarbij de Dani met pijl-en-boog vochten tegen Indonesische soldaten met raketten, aanvalsvliegtuigen en helikopters, waarmee Dani-dorpen werden platgebombardeerd. Naar schatting 500 Dani kwamen om in de strijd, die zich met name concentreerde rond de dorpen Pyramid en Bokondini in het noorden van de vallei. 'Operatie Koteka' liep uit op een volledige mislukking. Er kwamen op het dragen van de holim afwisselend perioden van zowel verbod en als ook van gedoogbeleid.
In de jaren 1990 brak opnieuw een strijd uit voor onafhankelijkheid, die opnieuw met geweld werd neergeslagen door de Indonesische overheid die in 1997 zelfs aanzette tot geweld tussen de stammen om zo zelf buiten schot te blijven. Tot halverwege de jaren 2000 was de vallei daarop gesloten gebied. Nog steeds wordt de vallei door veel Indonesische bestuursambtenaren beschouwd als het 'einde der wereld'.

## Landbouw
De vallei is al heel lang in gebruik voor de verbouw van landbouwproducten. Onderzoek heeft uitgewezen dat de landbouw hier al teruggaat tot in de zevende eeuw. Het voornaamste landbouwproduct is zoete aardappel. Ook worden taro, komkommer, boontjes, kalebassen, rietsuiker en aardnoten verbouwd. In de jaren 1990 werd door de Indonesische overheid geëxperimenteerd met de verbouw van natte rijst en groenten nabij Wamena in een poging om de Dani ertoe aan te zetten hiernaartoe over te stappen. Tegenwoordig heeft het rijst de zoete aardappel grotendeels vervangen als voedsel en wordt de laatste vooral als varkensvoer gebruikt. Een gevolg is wel dat de Dani tegenwoordig nog maar een handvol zoete aardappelsoorten kennen, waar hun voorvaderen er meer dan 60 onderscheidden.
De Dani houden vanouds varkens voor hun vlees. Nadat overheidspogingen om de Dani af te doen stappen van varkens (onreine dieren binnen de islam) ten gunste van schapen en geiten waren mislukt, werd ingezet op het verbeteren van de varkensrassen door kruising met rassen vanaf Bali (een hindoe-eiland waar ook varkens worden gehouden). Men kwam er echter te laat achter dat de Balinese varkens encefalitis bij zich bleken te dragen, wat leidde tot de overdracht daarvan op Dani-varkens en daarmee tot sterfte onder de Dani, daar deze hun vlees niet koken (een manier om de bacteriën en virussen te doden), maar verhitten met hete rotsen.

## Toerisme
De eerste toeristen arriveerden in de vallei in 1984. Tegenwoordig wordt de Baliemvallei jaarlijks door enige duizenden toeristen bezocht, voornamelijk door Duitsers en Amerikanen en kleinere groepen Australiërs, West-Indonesiërs en Europeanen. In 1995 bezocht een recordaantal van 6.019 toeristen het gebied, waarop de Aziatische crisis, gewelddadigheden en een ontvoering elders in Papoea het aantal drastisch deden verminderen, mede omdat de vallei een tijdlang min of meer gesloten gebied was.
Bekende toeristische hotspots zijn de dorpen Sinatma (hangbrug van lianen), Jiwika (zoutbronnen), Akima (350 jaar oude mummie, ook in andere dorpen zijn mummies te zien), de Kontilolagrot (karstgaten) en Danau Habbema (Habbemameer; hoogvlaktemeer en bergpanorama).

## Volkscultuur
De vallei kreeg in Nederland enige bekendheid door de trilogie Jungle Pimpernel. Controleur BB (1949), Het laatste bivak (1950) en De verloren vallei (1951) van Anthony van Kampen, die in 1954 werden gebundeld tot het boek Jungle, dat veertien herdrukken beleefde. In het tweede en derde boek van de trilogie wordt het verhaal verteld van de Nederlandse bestuursambtenaar Bob Reitsma die als een van de eerste Europeanen bij toeval belandt in de vallei net na de oorlog en bij de bevolking gaat leven als een 'Witte Papoea'.